# Богодухівський район
Богодухівський район (Богодухівщина) — район в Україні, у північно-західній частині Харківської області, що був утворений 19 липня 2020 року та межує із Сумською і Полтавською областями. Адміністративний центр — місто Богодухів.
До складу району входять 5 територіальних громад.

## Історія
Богодухівський район утворено 19 липня 2020 року згідно із Постановою Верховної Ради України № 807-IX від 17 липня 2020 року в рамках Адміністративно-територіальної реформи в Україні. До його складу увійшли: Богодухівська, Валківська міські та Золочівська, Коломацька і Краснокутська селищні територіальні громади. Перші вибори Богодухівської районної ради відбулися 25 жовтня 2020 року.
Раніше територія району входила до складу ліквідованих в той же час Богодухівського району (1923—2020), Валківського, Золочівського, Коломацького і Краснокутського.

## Відомі люди
- Андрусенко Микола Іванович — український актор
- Борисов Валентин Тихонович, композитор, його іменем названо музичну школу в Богодухові.
- Вольвач Марія Степанівна — українська поетеса, письменниця, громадсько-культурна діячка.
- Грабовський Павло Арсенович — український поет, лірик, публіцист, перекладач
- Грінченко Марія Миколаївна — українська письменниця, перекладачка.
- Дахневський Петро Євгенович — військовий, громадський діяч, сотник Армії УНР.
- Ємець Василь Костьович — бандурист-віртуоз, бандурний майстер, історик, письменник
- Івченко Віктор Іларіонович (1912–1972) — український кінорежисер, народився у Богодухові.
- Казан Іван — (1852? — після 1929) — кобзарський цехмайстер у 1889–1929 (?) роках
- Калиненко Кирило Семенович — член Української Центральної Ради, викладач Київської політехніки.
- Каразін Василь Назарович, видатний учений, винахідник, експериментатор, громадський діяч, засновник Харківського університету.
- Каразін Іван Назарович — ботанік-акліматизатор, громадський діяч, засновник Краснокутського дендропарку.
- Кочевський Віктор Васильович  — український поет, перекладач.
- Коцюба Гордій Максимович  — український письменник.
- Лисенко Іван Максимович  — український письменник, музикознавець, джерелознавець, літературознавець, публіцист, журналіст.
- Литвиненко Юрій Юрійович  — лейтенант юстиції, Нагороджений орденом Богдана Хмельницького III ступеня.
- Матвієнко Андрій Якович — український військовик, командир чоти куреня «Скажені» ВО-4 «Говерла»
- Ольховський Андрій Олексійович — старший лейтенант Збройних сил України Нагороджений орденом Богдана Хмельницького ІІІ ступеня)
- Панч Петро Йосипович — український письменник, сотник Дієвої Армії УНР.
- Пересада-Суходольський Михайло Степанович — український військовий діяч, генерал-хорунжий Армії УНР.
- Перлик Іван — старшина Армії УНР, командир 1-ї козацько-стрілецької (Сірої) дивізії
- Поготовко Михайло Миколайович — український льотчик, підполковник Армії УНР.
- Слісаренко Сергій Станіславович — солдат Збройних сил України, нагороджений орденом «За мужність» ІІІ ступеня (4.6.2015, посмертно)
- Тимченко Йосип Андрійович — український механік-винахідник, винайшов кіноапарат за два роки до братів Люм'єр.